# Wenceslao Molins y Lemaur
Wenceslao Molins y Lemaur   (Martorell, 25 de setembre de 1843 - Los Molinos, 14 d'agost de 1928) fou un militar català, veterà de la guerra hispano-estatunidenca i capità general de València i Canàries. Fill del coronel d'artilleria Joan Molins de Cabanyes i germà del governador de les Filipines Emilio Molins y Lemaur.
En 1857 va ingressar com a cadet en el Regiment d'Infanteria n. 29 de Barcelona, on va ascendir a subtinent el 1859 i a tinent en 1862. Per les accions en l'aixafament de la insurrecció federalista de 1869 va rebre la Creu del Mèrit Militar. En 1871 fou destinat al Ministeri de Guerra d'Espanya, on el 1873 fou ascendit a capità i posat sota les ordres del general Fernando Primo de Rivera y Sobremonte, participant activament en la tercera guerra carlina. En 1874 fou ascendit a comandant i participà en l'aixecament del bloqueig de Pamplona, ascendint a tinent coronel el 1875 i a coronel en 1876.
De 1877 a 1878 fou destinat a Cuba i de 1879 a 1891 a Madrid cop a cap de districte i de regiment. En 1891 fou ascendit a general de brigada destinar a la Cambra Militar de Sa Majestat el Rei. De 1893 a 1896 fou destinat a Àfrica, i després novament a Cuba, on el 1897 fou ascendit a general de divisió i nomenat governador militar de l'Havana. Una malaltia el va obligar a renunciar al càrrec i tornà a la Península. El 1905 fou nomenat fiscal del Consell Suprem de Guerra i Marina. El gener de 1910 fou ascendit a tinent general i fou successivament capità general de Canàries (1910-1911), Balears (1911-1914) i València (1914-1915). En 1915 va passar a la reserva.